# Sankt Gotthard im Mühlkreis
Sankt Gotthard im Mühlkreis é um município da Áustria localizado no distrito de Urfahr-Umgebung, no estado de Alta Áustria.